# Constantin Popovici (Wasserspringer)
Constantin Popovici (* 2. Oktober 1988 in Bukarest) ist ein rumänischer Wasserspringer, der im 10-m-Turm- und Synchronspringen antritt. Er startet für den Verein CSA Steaua Bukarest und wird von Florin Avasiloaie trainiert.
Popovici bestritt bei der Europameisterschaft 2008 in Eindhoven seine ersten internationalen Titelkämpfe, wo er im Finale vom 10-m-Turm Zehnter wurde. Er nahm wenig später in Peking an den Olympischen Spielen teil und schied dort vom 10-m-Turm als 23. im Vorkampf aus. Im folgenden Jahr konnte er bei der Weltmeisterschaft in Rom erneut ein Finale erreichen und belegte vom Turm einen guten achten Rang. Weitere Finalteilnahmen errang Popovici bei der Europameisterschaft 2010 in Budapest und 2011 in Turin, wo er Neunter bzw. Zehnter wurde. 2023 wurde er in Fukuoka beim Klippenspringen aus 27 m Höhe Weltmeister.